# اسپرینگ هیل (کانزاس)
اسپرینگ هیل (به انگلیسی: Spring Hill) شهری در ایالت کانزاس کشور ایالات متحده آمریکا است که جمعیت آن در سرشماری سال ۲۰۱۰ میلادی، ۵٬۴۳۷ نفر بوده‌است.